# Pere Català Roca
Pere Català Roca (Valls, 1923 – Barcelona, 2009) fue un fotógrafo e historiador español.
Nació en Valls en 1923, hijo de Pere Català i Pic y hermano de Francesc Català Roca. En 1954 obtuvo el premio Ciudad de Barcelona de fotografía. Realizó una importante obra gráfica llamada Los castillos catalanes (1966) que consiste en un estudio de los mismos con gran documentación fotográfica. Otro tema de su fotografía fueron los castellers. Colaboró con el Instituto de Estudios Vallense y promovió las relaciones culturales con Alguer. Fue miembro de la Sociedad Catalana de Geografía, de la Agrupación Fotográfica de Cataluña y del Centro de Estudios Colombinos, para el que investigó sobre la catalanidad de Cristóbal Colón. En 1985 recibió la Creu de Sant Jordi y en 2000 el Premio de Actuación Cívica de la Fundación Lluís Carulla. También fue uno de los principales ideólogos del Museo Casteller de Cataluña que se está construyendo en Valls.
Murió en Barcelona el 10 de febrero de 2009, a la edad de ochenta y seis años, recibiendo a título póstumo la Medalla de Honor de Barcelona.

## Obras
Casi todas sus obras fueron escritas en catalán, algunas de ellas son:
- Invitació a l'Alguer actual (1957)
- Els castells catalans (1966)
- Quatre germans Colom, el 1462 (1976)
- Llegendes cavalleresques de Catalunya (1986)
- La plaga de la llagosta a Catalunya (1686-88) (1987)
- De cara a la Mediterrània : les torres del litoral català (1987)
- ¿Els Primers missioners d'Amèrica foren catalans? (1988)
- El día que Barcelona va morir (1988)
- El Virrei Comte de Santa Coloma (1988)
- Comentaris a castells catalans (1990)
- Un corsari anomenat Colom (1991)
- Històries d'en Jaume, rei conqueridor: (contalles d'un sobirà que amplià el món català) (1999)
- Càtars i catarisme a Catalunya (2001)
- Ferran el Catòlic, vidu i "catalanote" (2003)

## Pere Català Roca y el Museo Casteller de Cataluña
Pere Català Roca fue uno de los principales ideólogos e impulsores del Museo Casteller de Cataluña i que actualmente se está construyendo en Valls.
Finalmente, pero, en el 2015 se inician las obras de construcción del edificio situado en el Barrio Antiguo de Valls. El edificio, obra del arquitecto catalán Dani Freixes Melero i su empresa Varis Arquitectes acogerá la museografía diseñada por la empresa del museógrafo y escenógrafo Ignasi Cristià, ganador del concurso público. Así mismo, la empresa Lavinia Spurna Visual se encargará de los audiovisuales del Museo.
Con la apertura de Món Casteller-Museo Casteller de Cataluña se dará inicio a un centro museístico y de experiencias único en el país, dedicado íntegramente y exclusivamente al patrimonio inmaterial de los castells.
- "La Experiencia de los Castillos Humanos. Museo Casteller de Cataluña - Valls" en YouTube

- "Gestes d'ahir, símbols d'avui. Descubre el fondo fotográfico antiguo del Museo Casteller de Cataluña" en YouTube